# 鹿児島県立鹿児島東高等学校
鹿児島県立鹿児島東高等学校（かごしまけんりつ かごしまひがしこうとうがっこう）は、鹿児島県鹿児島市東坂元三丁目にある県立高等学校。通称は「東」。設置学科は普通科のみである。
敷地内には鹿児島県立鹿児島高等特別支援学校が2012年4月に設置されている。

## 学科
- 普通科（創立当時より）

## 沿革
- 1949年 - 鹿児島農業高等学校創立。
- 1969年 - 20周年記念に伴い、鹿児島県立鹿児島東高等学校と改称、家政科を普通科に変更。
- 1971年 - 農産科募集停止、1973年閉科。
- 1986年
  - - 鹿児島農業高等学校時代からあった園芸科の募集停止、1988年閉科。
  - - 国際教養科新設、海外留学の機会が増える。2011年募集停止、2013年閉科。
- 2012年 - 敷地内に鹿児島県立鹿児島高等特別支援学校が設置された。
- 2015年 - 定員120名に満たない高校は学区制を受けない特例を県から発表され、その第一号となった。

## 校訓
- 自律
- 自修
- 自重

自が3つ並んでいるため、『3自』と呼ばれることもある。

## 部活動
学校紹介パンフレットより。ただし、サッカー部は休止状態にある。また、以前は野球部も存在していたが、部員数減少により廃止となった。
- バスケットボール部
- 弓道部
- バドミントン部
- ダンス部
- サッカー部
- 写真部
- 吹奏楽部
- 茶道部
- パソコン部
- 演劇部
- CCC（国際交流クラブ）
- 美術部

## 著名な出身者
- 笹峰愛 - タレント（中退）
- 星★グランマニエ - ギタリスト、氣志團
- ZIKU（ミュージシャン、ディスクジョッキー）
- 西元祐貴（書道家）

## アクセス
- 鹿児島市営バス･･･JR鹿児島中央駅より6番線・6-2番線 - 「東高校下」「実方入口」より徒歩約10分あるいは6-3番線・22番線 - 「葛山中央」目の前。
- 南国交通･･･JR鹿児島中央駅より坂元・緑ヶ丘・吉田方面 - 「下川添」より徒歩約20分。
- 鹿児島中央駅よりスクールバスあり

## 関連事項
- 鹿児島県高等学校一覧
- 日本の英語科設置高等学校一覧
- 鹿児島県の高等学校設立年表